# Liga dos Campeões da CAF de 1998
A CAF Champions League de 1998 foi a 34ª edição de futebol realizada na região da CAF (África). O ASEC Mimosas, da Costa do Marfim, venceu a final e tornou-se pela primeira vez campeão da África.

## Clubes classificadas
| Pais                           | Equipe                 |
| ------------------------------ | ---------------------- |
| África do Sul                  | - Manning Rangers      |
| Argélia                        | - CS Constantine       |
| Angola                         | - Petro Atlético       |
| Benim                          | - Mogas 90 FC          |
| Botswana                       | - Defence Force        |
| Burquina Fasso                 | - Racing               |
| Burundi                        | - Maniema FC           |
| Chade                          | - Tourbillon           |
| Camarões                       | - Cotonsport Garoua    |
| Costa do Marfim                | - ASEC Mimosas         |
| Eritreia                       | - Mdlaw Megbi          |
| Egito                          | - Al Ahly              |
| Etiópia                        | - Coffee FC            |
| Gana                           | - Hearts of Oak        |
| Gabão                          | - FC 105 Libreville    |
| Gâmbia                         | - Walllidan            |
| Guiné                          | - CI Kamsar            |
| Guiné Equatorial               | - Deportivo Mongomo    |
| Lesoto                         | - Defence Force        |
| Mali                           | - Djoliba AC           |
| Marrocos                       | - Raja Casablanca      |
| Ilhas Maurícias                | - Sunrise Flacq United |
| Malawi                         | - Mighty Wanderers     |
| Moçambique                     | - Ferroviário Maputo   |
| Nigéria                        | - Dolphins FC          |
| Quênia                         | - Utalii FC            |
| República Centro-Africana      | - AS Tempête Mocaf     |
| República do Congo             | - Munisport            |
| República Democrática do Congo | - AS Vita Club         |
| Reunião                        | - SS Saint-Louisienne  |
| Ruanda                         | - Rayon Sport          |
| Serra Leoa                     | - East End Lions       |
| Seicheles                      | - St Michel United     |
| Senegal                        | - AS Douanes           |
| Sudão                          | - Al Merrikh           |
| Essuatíni                      | - Mbabane Swallows     |
| Tanzânia                       | - Young Africans       |
| Togo                           | - Dynamic Togolais     |
| Tunísia                        | - Étoile du Sahel      |
| Uganda                         | - KCCA FC              |
| Zâmbia                         | - Power Dynamos        |
| Zimbabwe                       | - Dynamos              |

## Rodada Preliminar
| Equipe 1            | Total | Equipe 2         | 1.º jogo | 2.º jogo |
| ------------------- | ----- | ---------------- | -------- | -------- |
| St Michel United    | 2–8   | Coffee FC        | 1–0      | 1–8      |
| Rayon Sport         | 8–1   | Maniema          | 6–1      | 2–01     |
| Telecom Wanderers   | 4–1   | Defence Force XI | 3–0      | 1–1      |
| Mbabane Swallows    | 1–6   | Defence Force    | 1–4      | 0–2      |
| Mdlaw Megbi         | 0–2   | Utalii FC        | 0–1      | 0–1      |
| SS Saint-Louisienne | 1–3   | Sunrise          | 1–2      | 0–1      |
| Deportivo Mongomo   | w/o   | Muni Sport       | 2        |          |
| Wallidan            | 0–2   | Douanes          | 0–0      | 0–2      |
| Mogas 90            | w/o   | East End Lions   | 3        |          |
| Tourbillon          | w/o   | Tempête Mocaf    | 4        |          |

1 Maniema FC saiu depois do 1 jogo. 

2 Muni Sport saiu. 

3 East End Lions saiu. 

4 AS Tempête Mocaf  foi desclassificado por não pagar a taxa de inscrição.

## Primeira Rodada
| Equipe 1               | Total | Equipe 2             | 1.º jogo | 2.º jogo |
| ---------------------- | ----- | -------------------- | -------- | -------- |
| (g.f) Ethiopian Coffee | 3–3   | Al-Ahly              | 1–1      | 2–2      |
| Rayon Sport            | 3–3   | Young Africans (g.f) | 2–2      | 1–1      |
| Telecom Wanderers      | 2–4   | Dynamos              | 1–2      | 1–2      |
| Sunrise                | 0–4   | Ferroviário Maputo   | 0–4      | 0–0      |
| KCCA                   | 1–3   | Power Dynamos        | 0–1      | 1–2      |
| Defence Force          | 4–5   | Manning Rangers      | 3–3      | 1–2      |
| Utalii FC              | 4–3   | Al-Merrikh           | 4–0      | 0–3      |
| Kamsar                 | 3–5   | Étoile du Sahel      | 1–2      | 2–3      |
| Deportivo Mongomo      | 3–13  | Petro Atlético       | 1–4      | 2–9      |
| Dolphins               | 4–3   | Vita                 | 4–1      | 0–2      |
| Racing                 | 2–4   | Mimosas              | 1–0      | 1–4      |
| Dynamic Togolais       | 5–9   | 105 Libreville       | 3–3      | 2–6      |
| Douanes                | 2–1   | CS Constantine       | 2–1      | 0–0      |
| Mogas 90               | 1–6   | Raja Casablanca      | 0–0      | 1–6      |
| Tourbillon             | 1–4   | Coton Sport          | 0–0      | 1–4      |
| Djoliba                | 0–1   | Hearts of Oak        | 0–0      | 0–1      |

## Segunda Rodada
| Equipe 1         | Total | Equipe 2            | 1.º jogo | 2.º jogo |
| ---------------- | ----- | ------------------- | -------- | -------- |
| Ethiopian Coffee | 3–8   | Young Africans      | 2–2      | 1–6      |
| Dynamos          | 2–1   | Ferroviário Maputo  | 1–1      | 1–0      |
| Power Dynamos    | 0–4   | Manning Rangers     | 0–2      | 0–2      |
| Utalii FC        | 1–1   | Étoile du Sahel (p) | 1–0      | 0–1      |
| Petro Atlético   | 0–3   | Dolphins            | 0–1      | 0–2      |
| Mimosas          | 4–2   | 105 Libreville      | 2–0      | 2–2      |
| Douanes          | 1–2   | Raja Casablanca     | 1–0      | 0–2      |
| Coton Sport      | 2–2   | Hearts of Oak (g.f) | 2–1      | 0–1      |

## Fase de Grupos (Semi-Finais)
Group A
| Time            | J | V | E | D | GP | GC | SG | Pts |
| --------------- | - | - | - | - | -- | -- | -- | --- |
| Dynamos         | 6 | 3 | 1 | 2 | 6  | 3  | +3 | 10  |
| Hearts of Oak   | 6 | 3 | 1 | 2 | 7  | 6  | +1 | 10  |
| Étoile du Sahel | 6 | 3 | 0 | 3 | 11 | 7  | +4 | 9   |
| Dolphins        | 6 | 2 | 0 | 4 | 3  | 11 | −8 | 6   |

|                 | DYN | DFC | ESS | HEA |
| --------------- | --- | --- | --- | --- |
| Dynamos         | —   | 3–0 | 1–0 | 0–1 |
| Dolphins        | 0–1 | —   | 2–1 | 1–0 |
| Étoile du Sahel | 1–0 | 5–0 | —   | 2–1 |
| Hearts of Oak   | 1–1 | 1–0 | 3–2 | —   |

Group B
| Time            | J | V | E | D | GP | GC | SG  | Pts |
| --------------- | - | - | - | - | -- | -- | --- | --- |
| Mimosas         | 6 | 4 | 1 | 1 | 10 | 4  | +6  | 13  |
| Manning Rangers | 6 | 3 | 1 | 2 | 9  | 6  | +3  | 10  |
| Raja Casablanca | 6 | 2 | 2 | 2 | 12 | 7  | +5  | 8   |
| Young Africans  | 6 | 0 | 2 | 4 | 5  | 19 | −14 | 2   |

|                 | ASE | MAN | RAC | YOU |
| --------------- | --- | --- | --- | --- |
| Mimosas         | —   | 3–1 | 1–1 | 2–1 |
| Manning Rangers | 1–0 | —   | 1–0 | 4–0 |
| Raja Casablanca | 0–1 | 2–1 | —   | 6–0 |
| Young Africans  | 0–3 | 1–1 | 3–3 | —   |

## Final
| 12 de dezembro de 1998 | ASEC Mimosas                          | 4 – 2 | Dynamos                 | Estádio Felix Houphouet-Boigny, Abidjan |
|                        | - Kamara 30' 38' - Sié 43' - Zaki 52' |       | - Phiri 60' - Owusu 81' | Público: 50 000 Árbitro: Mourad Daami   |

### Agregado
| Equipe 1 | Resultado | Equipe 2 |
| -------- | --------- | -------- |
| Dynamos  | 2-4       | Mimosas  |

## Campeão
| Liga dos Campeões da CAF |
| 1998                     |
| Campeão                  |
| ------------------------ |
| ASEC Mimosas 1° Titúlo   |
| Costa do Marfim          |
| Técnico: Oscar Fullone   |